# Тульские железные дороги
Тульский регион Московской железной дороги — территориальное управление в составе Московской железной дороги. Является частью Курского направления Российских железных дорог. Включает в себя всю территорию Тульской области, а также несколько районов Калужской и Рязанской областей.

## Общая характеристика
Свыше 6000 рабочих, 948 км развёрнутой длины главных путей; 64 действующих станции; 31 вокзал, в том числе на балансе Московской дирекции железнодорожных вокзалов находится 1 железнодорожный вокзал узловой станции Тула Курская, 236 пассажирских платформ; 203 железнодорожных переезда, 193 действующие станции и остановочные пункты.
Из центров муниципальных районов лишь посёлки Одоев, Чернь и Архангельское не имеют прямого выхода к железнодорожной сети.
Железные дороги: магистральные электрифицированные «Москва — Харьков — Симферополь» (через Ясногорск, Тулу, Щёкино и Плавск), «Москва — Донбасс» (через Венёв, Узловую, Богородицк и Ефремов), тепловозные линии: Сызрано-Вяземская (через Кимовск, Донской, Тулу и Алексин), линия Плеханово — Козельск — Сухиничи (через Суворов), частично законсервированная Рязано-Уральская дорога «Смоленск — Сухиничи — Козельск — Белёв — Горбачёво — Тёплое — Волово и далее на Раненбург» (законсервирована на участке Белёв — Арсеньево, разобрана на участке Тёплое — Волово — Куликово Поле, п. Куркино). Кроме того в окрестностях Новомосковска густая сеть ведомственных линий к промышленным предприятиям и угольным шахтам. Локомотивные депо Тула, Узловая, Новомосковск.
На территории Тульского региона располагаются три грузовых терминалы РЖД: Сборная-Угольная в Новомосковске, Тула-Вяземская в Туле и Узловая I в Узловой. Основные виды грузов, перевозимые железнодорожным транспортом по территории Тульской области — это химические и минеральные удобрения, зерно, метизы, продукты перемола и чёрные металлы.
В Тульском регионе реализованы проекты по созданию историко-культурных комплексов на железнодорожных станциях, таких как Ясная Поляна, Скуратово, Чернь, Ефремов, Жданка, Венёв, Ясногорск, Тула и Щёкино.
С 1981 года функционирует Тульская дорожная техническая школа Московской железной дороги, преобразованная в 2013 году в Тульское подразделение Московского УЦПК. Штат учебного центра составляют 14 штатных преподавателей, которые ежегодно обучают 1100 человек.

## История

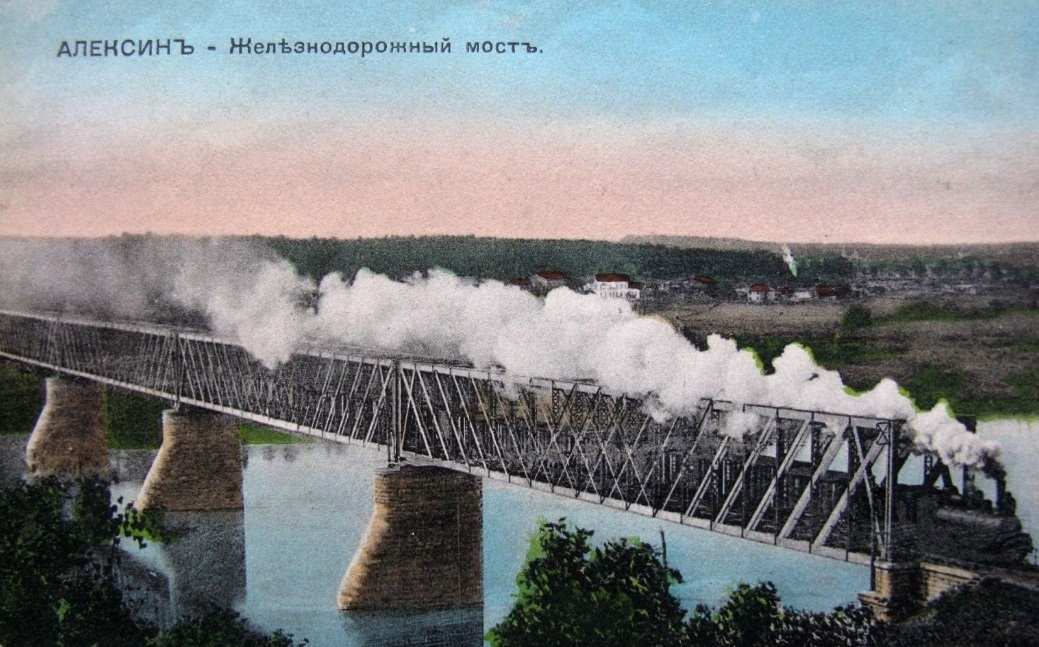
Железнодорожный мост в Алексине в начале XX века

Ежедневное железнодорожное сообщение на всем протяжении Московско-Курской железной дороги, проходящей через Тулу, открылось в сентябре 1868 года. В 1877 был достроен вокзал Вяземского направления — Ряжский. В январе 1905 было закончено строительство Тула-Лихвинской УЖД. В некоторых случаях эта дорога оставалась единственным транспортом. Связывая дачи, лесничества, фабрики и крупные города она была крупной транспортной артерией области.
В последующие годы промышленность СССР активно развивалась, в следствии чего активно строились новые направления железной дороги. До Великой Отечественной войны активно строились новые заводы, к которым подводились подъездные пути, а заметно рос пассажиропоток. В июне 1873 года возникла станция 2-го класса Хрущёвская Сызранско-Вяземской железной дороги как узел трёх направлений на Ряжск, Елец и Тулу. 30 июля 1877 года станция была переименована в Узловую.
В годы Великой Отечественной войны железная дорога активно защищалась от захвата. Тула стала родиной бронепоезда №16 (Тульский рабочий), который вместе с бронепоездом №13 стоял на подступах к городу, защищая его от пехоты, бронетехники и авиации. Так же Тульский рабочий защитил от авиации посёлки у станций Ревякино, Хомяково и Присады. Затем бронепоезд выдвинулся из области в другие города СССР. По Тула-Лихвинской УЖД к линии фронта подвозили боеприпасы, технику, солдат, а обратно везли раненых.
В послевоенные годы железная дорога процветала, регулярно курсировали пассажирские поезда. Многие предприятия подключались подъездными путями к железной дороге. В 1968—1969 годы был закрыт участок Тула-Лихвинской УЖД от Дубны до Ханино, а в 1972 году закрыт участок Труфаново-Дубна. В 1996 году движение по Тула-Лихвинской железной дороге было закрыто.
В 1990-е годы был закрыт участок Белёв-Тёплое, а Тёплое — Волово разобран. Таким образом проезд к городу Белёв по железной дороге есть только через Калужскую область.
В 2022 году в Тульской области запущено ускоренное железнодорожное сообщение с Китаем по средствам флекси-поезда, который представляет собой технология перевоза наливных неопасных грузов в одноразовых полимерных эластичных емкостях (флекситанках). В 2023 году в области выполнен ремонт более 18 км бесстыкового пути, что позволяет повысить комфорт пассажиров во время поездки, снизить уровень шума и увеличить скорость движения поездов на участках. Погрузка за 11 месяцев 2023 года составила свыше 10,6 млн тонн. Больше всего было погружено: удобрений — 3,03 млн тонн, черных металлов — 2,23 млн тонн, промсырья — 1,75 млн тонн и химикатов — 1,18 млн тонн. В течение 2023 года новым маршрутом Узловая — Венёв — Москва и обратно воспользовались свыше 20,6 тысяч человек.

## Структура

### Линии

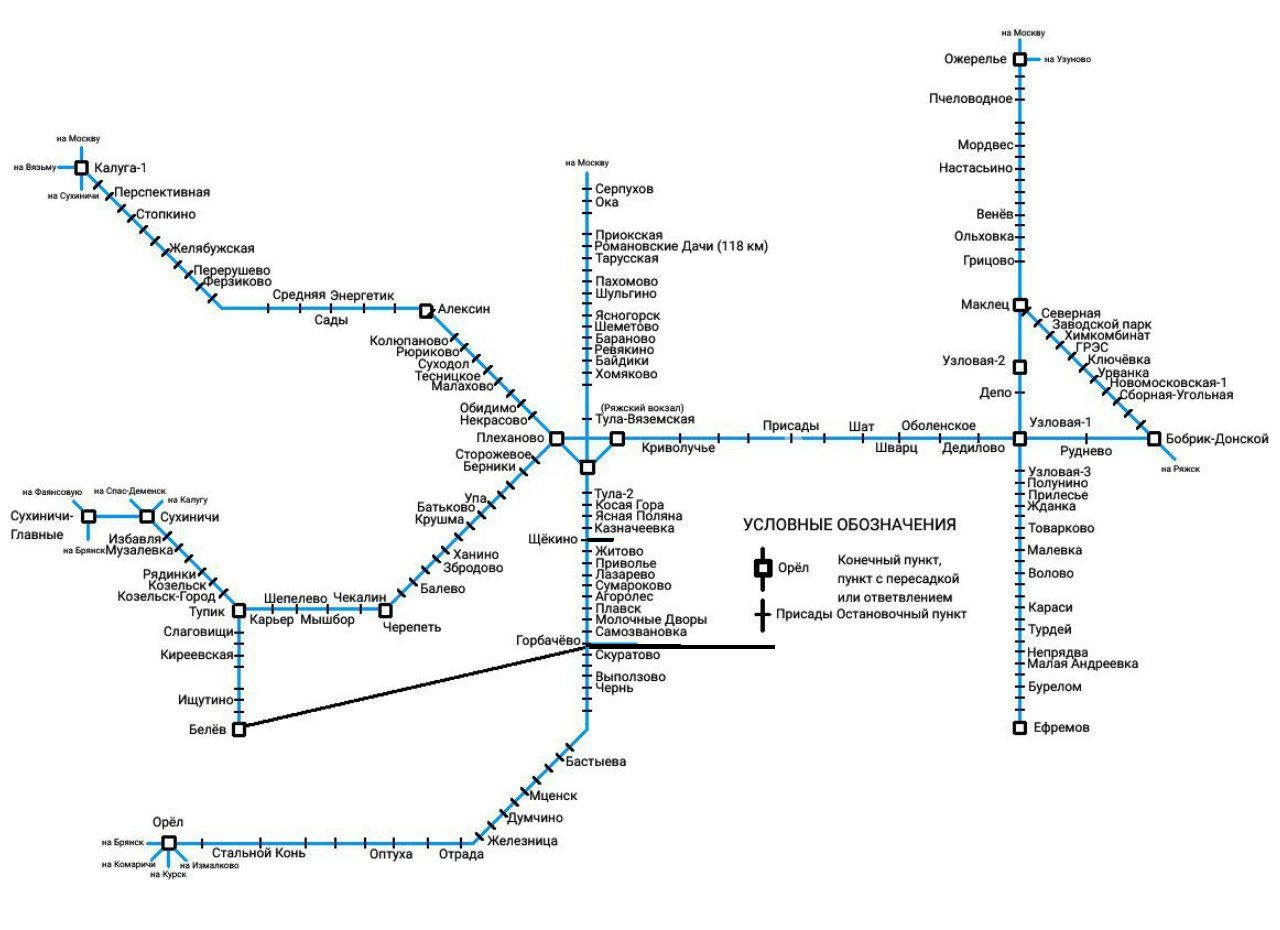
Схема линий, под контролем Тульского участка МЖД. Синий — пассажирское движение

К Тульскому региону московской железной дороги относятся 8 веток железной дороги, такие как:
- до остановочного пункта 217 км (дальше идёт в Калужскую область)
- до Чекалина (дальше идёт в Калужскую область)
- до остановочного пункта 296 км (дальше идёт в Калужскую область)
- до Черни (дальше идёт в Орловскую область)
- до остановочного пункта 137 км (дальше идёт в Московскую область)
- до Приокского (дальше идёт в Московскую область)
- до Донского (дальше идёт в Ряжск)
- до Ефремова (дальше идёт в Елец)

По всем этим направлениям курсируют электрички.

### Пассажирские маршруты

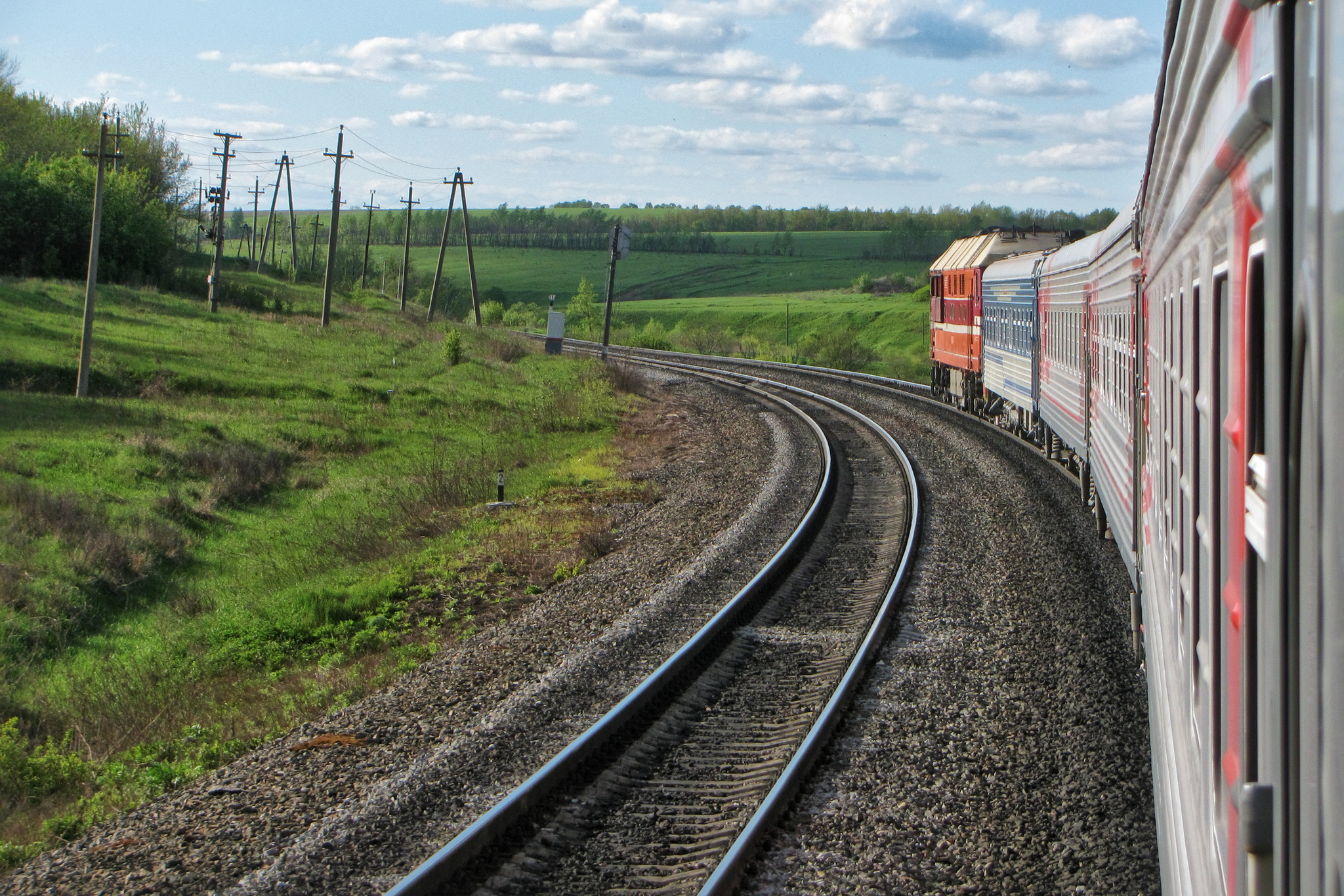
Железнодорожная ветка на юге Тульской области

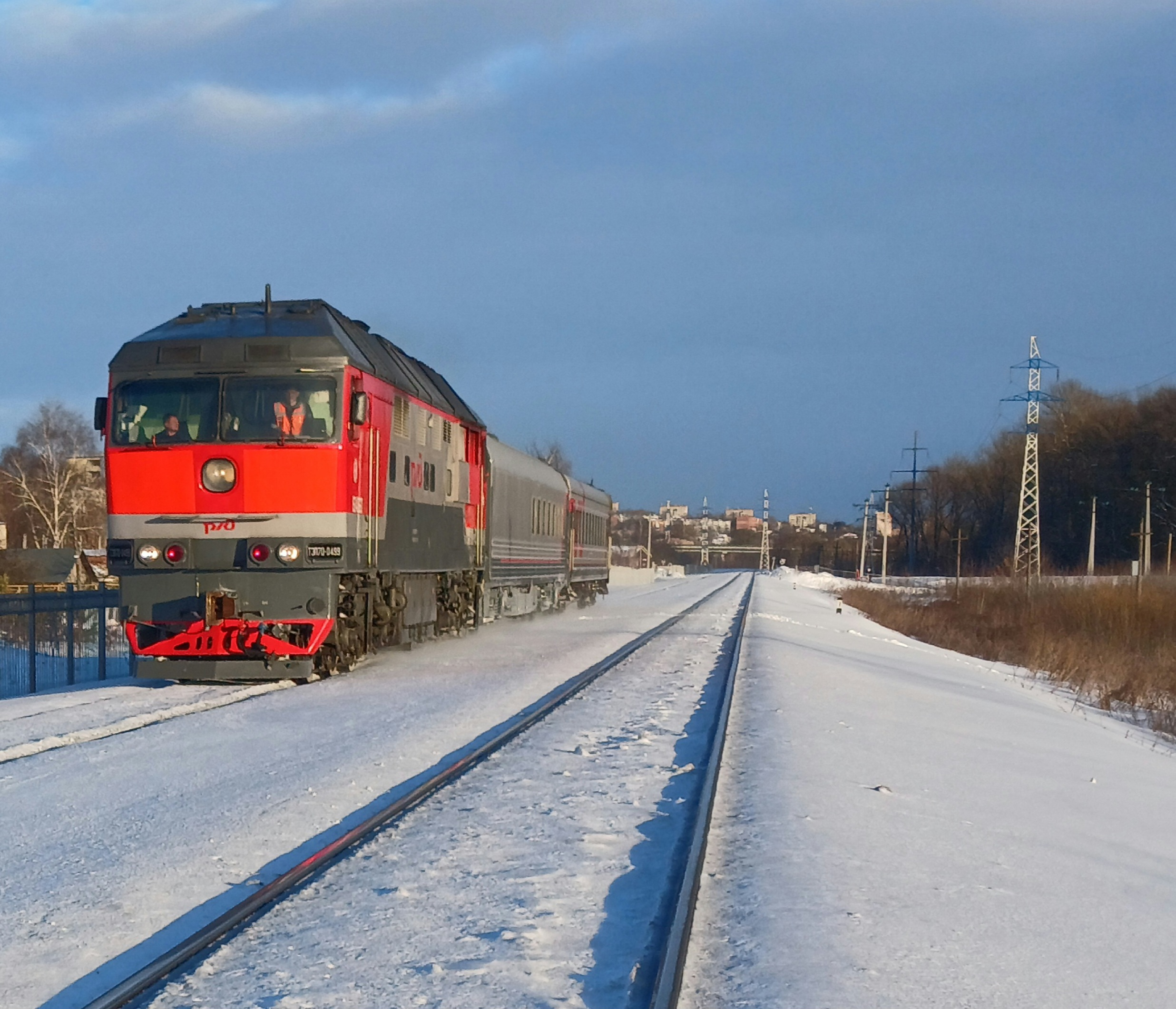
Пассажирский состав в Туле

С Московского и Ряжского вокзалов ежедневно курсируют электрички по всем направлениям, идущим из Тулы. На станциях останавливаются поезда дальнего следования направлением на Баку, Белгород, Валуйки, Владикавказ, Днепр, Кременчуг, Кривой Рог, Курск, Льгов, Москву, Орёл, Пермь, Санкт-Петербург, Харьков. У некоторых поездов в Туле осуществляется смена локомотивной тяги. В летнее время также назначаются дополнительные поезда на Анапу, Ейск, Новороссийск, Ростов-на-Дону, Сочи. Все они останавливаются на низких платформах к западу от вокзала.
Станции являются конечной для пригородных поездов направлением на Москву и Орёл, для пригородных поездов на дизельной тяге (рельсовых автобусов) направлением на Калугу, Узловую и Урванку. Ежедневно между Москвой и Тулой курсирует скоростной пассажирский электропоезд, время в пути которого составляет 2 часа 20 минут.

### Заброшенные и разобранные элементы
- Пути Белёв — Тёплое
- Бо́льшая часть подъездных путей
- На многочисленных ответвлениях рядом с заброшенными подъездными путями к заводу РТИ находится небольшое кладбище поездов
- Тула-Лихвинская УЖД (разобрана)
- Участок Тёплое — Волово (разобран)
- Участок Арсеньево — Славный (разобран)
- Участок ст. Шевелевка (Щёкино) — Узловая (разобран)

### Управление
Территориальное управление находится в Туле, улица Вяземская, дом 1 (улица называется Вяземской, так как вокзал раньше назывался Вяземским).
Заместитель начальника МЖД по Тульскому региону — Потапенко Александр Фёдорович (с 2011).